# Hosaby
Hosaby is een plaats in de gemeente Sölvesborg in het landschap Blekinge en de provincie Blekinge län in Zweden. De plaats bestaat uit twee buurtschappen (småorter): Hosaby en Hosaby (södra delen), die elk ongeveer 66 inwoners hebben (2005). De oppervlakte is 10 hectare.